# Flávio Pereira Faroni
Flávio Pereira Faroni (* 9. August 1981 in São Paulo, genannt Flávio) ist ein brasilianischer Fußballspieler.

## Karriere
Flávio spielt, seit er vier Jahre alt ist, Fußball, hat sich aber erst mit 16 Jahren in einem Verein (dem Drittligisten Guapira Sao Paulo) angemeldet. Weitere brasilianische Vereine, bei denen er gespielt hat, sind Botafogo FR, SC Corinthians und SC Internacional.
Seine erste Station als Spieler in Deutschland war der Bezirksligist Preussen TV Werl. Von Januar bis Dezember 2004 spielte er für den VfL Osnabrück, mit denen er jedoch in die Regionalliga Nord abstieg. Von Januar bis Mai 2005 spielte er unter Frank Pagelsdorf, der auch anfänglich in Osnabrück sein Trainer war, für Al-Nasr Dubai, wechselte dann aber wieder zurück nach Osnabrück.
Mittlerweile hatte Frank Pagelsdorf das Traineramt des Zweitligisten Hansa Rostock übernommen. Dieser holte Flávio im August 2005 nach Rostock. Flávio konnte sich keinen Stammplatz erkämpfen und kam zu lediglich vier Einsätzen in der Saison. Am Ende der Saison zog der Verein die Option zur Vertragsverlängerung nicht und trennte sich von ihm.